# Friedrich Bellmer
Friedrich Bellmer (Geestemünde, 20 oktober 1897 - Bremen, 1966) was een medewerker van de S.D., een van de Duitse politieorganisaties onder het gezag van Heinrich Himmler en het Reichssicherheitshauptamt in Berlijn. Na een mislukte poging om rechercheur te worden werd Bellmer SS-Hauptsturmführer op het Groningse Scholtenhuis, een Duits politiebureau. Hij was plaatsvervangend chef van de S.D in Groningen en werd na de oorlog ter dood veroordeeld voor standrechtelijke executie van verzetsstrijders en coördinatie van 11 Silbertanne acties, waarin 22 slachtoffers vielen.
Koningin Juliana der Nederlanden wilde geen doodvonnissen meer laten uitvoeren en zo werd ook Bellmers doodstraf in levenslang omgezet. Eind 1959 is Bellmer vrijgelaten waarna hij naar Duitsland is teruggekeerd.